# Machilus ovatiloba
Machilus ovatiloba är en lagerväxtart som beskrevs av Shu Kang Lee. Machilus ovatiloba ingår i släktet Machilus och familjen lagerväxter. Inga underarter finns listade i Catalogue of Life.